# 한송이 (레이싱 모델)
한송이(1988년 9월 15일 ~ )는 방송인 겸 레이싱 모델이다.

## 학력
- 영복여자고등학교
- 청암대학 부사관과

## 경력

### 레이싱모델 경력
- 2013년 - 서울국제모터쇼 포르쉐 모델
- 2013년 - 한국타이어 레이싱모델
- 2012년 - 부산국제모터쇼 포드 모델
- 2012년 - 서울국제사진영상기자재전 소니 모델
- 2011년 ~ 2012년 - 코리아스피드페스티벌 쉘 레이싱모델
- 2011년 - CJ 티빙닷컴 슈퍼레이스 HK 레이싱모델
- 2011년 - 한국 DDGT 챔피언십 MK 레이싱모델
- 2011년 - 서울국제모터쇼 도요타 모델
- 2010년 - 부산국제모터쇼 슈퍼카튜닝카 모델

### 방송 출연
- 한판만 시즌1
- 화성인 바이러스

## 수상
- 2013년 - CJ헬로비전 슈퍼레이스 챔피언십 종합시상식 레이싱모델상